# Majesty and Decay
Majesty and Decay – ósmy album studyjny amerykańskiej deathmetalowej grupy Immolation, który ukazał się w Europie 5 marca 2010 roku, zaś w Stanach Zjednoczonych 9 marca 2010 roku nakładem Nuclear Blast. 
Jest to pierwszy album Immolation wydany przez wytwórnię Nuclear Blast, z którą zespół podpisał kontrakt w czerwcu 2009 roku.
Płyta powstała na przełomie października i listopada 2009 roku w Millbrook Sound Studios z udziałem producenta Paula Orofino, z którym zespół nagrywał wcześniej m.in. Shadows in the Light (2007). 

Na nowym albumie znajdzie się 10 utworów  najmocniejszego materiału, jaki kiedykolwiek napisaliśmy. Nowa muzyka jest bardziej gwałtowna i agresywna, a przy szybkich partiach wchodzimy na wyższy poziom szybkości i intensywności, nie zapominając o mrocznych, ponurych i ciężkich momentach.

Album zmiksował Zack Ohren, znany ze współpracy m.in. z Suffocation (Blood Oath), All Shall Perish i Decrepit Birth. 

Postanowiliśmy spróbować czegoś nowego, jeśli chodzi o miksy. Skorzystamy z talentu Zacka Ohrena (Decrepit Birth, Suffocation, All Shall Perish). Jesteśmy pewni, że jego działania tchną nowe życie w brzmienie Immolation.

Autorem okładki jest Pär Olofsson, który zaprojektował m.in. grafikę do płyt All Shall Fall zespołu Immortal i Symbols of Failure Psycroptic. 
W pierwszym tygodniu od premiery w Stanach Zjednoczonych sprzedano około 1400 egzemplarzy Majesty and Decay i po raz pierwszy album Immolation był notowany w rankingu magazynu Billboard na liście Top New Artist Albums (Heatseekers) na miejscu 29.
W 2010 roku wytwórnia Nuclear Blast wydała limitowaną edycję albumu Majesty and Decay na płycie gramofonowej. Ukazało się jedynie 750 ręcznie numerowanych egzemplarzy.
W lipcu 2010 roku miał premierę teledysk do utworu A Glorious Epoch, który wyreżyserował Tommy Jones.

## Lista utworów
1. "Intro" (Immolation) – 1:19
2. "The Purge" (Immolation) – 3:18
3. "A Token of Malice" (Immolation) – 2:41
4. "Majesty and Decay" (Immolation) – 4:29
5. "Divine Code" (Immolation) – 3:38
6. "In Human Form" (Immolation) – 4:04
7. "A Glorious Epoch" (Immolation) – 04:37
8. "Interlude" (Immolation) – 2:04
9. "A Thunderous Consequence" (Immolation) – 3:58
10. "The Rapture of Ghosts" (Immolation) – 5:19
11. "Power and Shame" (Immolation) – 3:44
12. "The Comfort of Cowards" (Immolation) – 5:52

## Twórcy
- Ross Dolan – śpiew, gitara basowa
- Bill Taylor – gitara
- Robert Vigna – gitara
- Steve Shalaty – perkusja

## Wydania
Opracowano na podstawie materiału źródłowego.
| Rok wydania | Format | Numer katalogowy | Wytwórnia     |
| ----------- | ------ | ---------------- | ------------- |
| 2010        | CD     | NB 2473-2        | Nuclear Blast |
| 2010        | LP     | NB 2473-1        | Nuclear Blast |
| 2010        | CD     | 2473-2           | Nuclear Blast |